# (100694) 1997 YH11
1997 واي إتش 11 (ويعرف أيضًا باسم (100694) 1997 واي إتش 11 وفق تسمية الكوكب الصغير) (بالإنجليزية: 1997 YH11)‏ هو كويكب ضمن حزام الكويكبات؛ وترتيبه 100694 من حيث الاكتشاف.
اكتُشف هذا الجُرم الفلكي بواسطة برنامج شميدت للكويكبات في بكين في 21 ديسمبر 1997.

## وصلات خارجية
- (100694) 1997 YH11 في قاعدة بيانات مختبر الدفع النفاث لأجرام النظام الشمسي الصغيرة

- الاكتشاف · مخطط المدار ·  العناصر المدارية · المعلمات المادية

- (100694) 1997 YH11 على موقع ويكي سكاي: DSS2, SDSS, GALEX, IRAS, Hydrogen α, X-Ray, Astrophoto, Sky Map, Articles and images